# Arroyo Seco Parkway

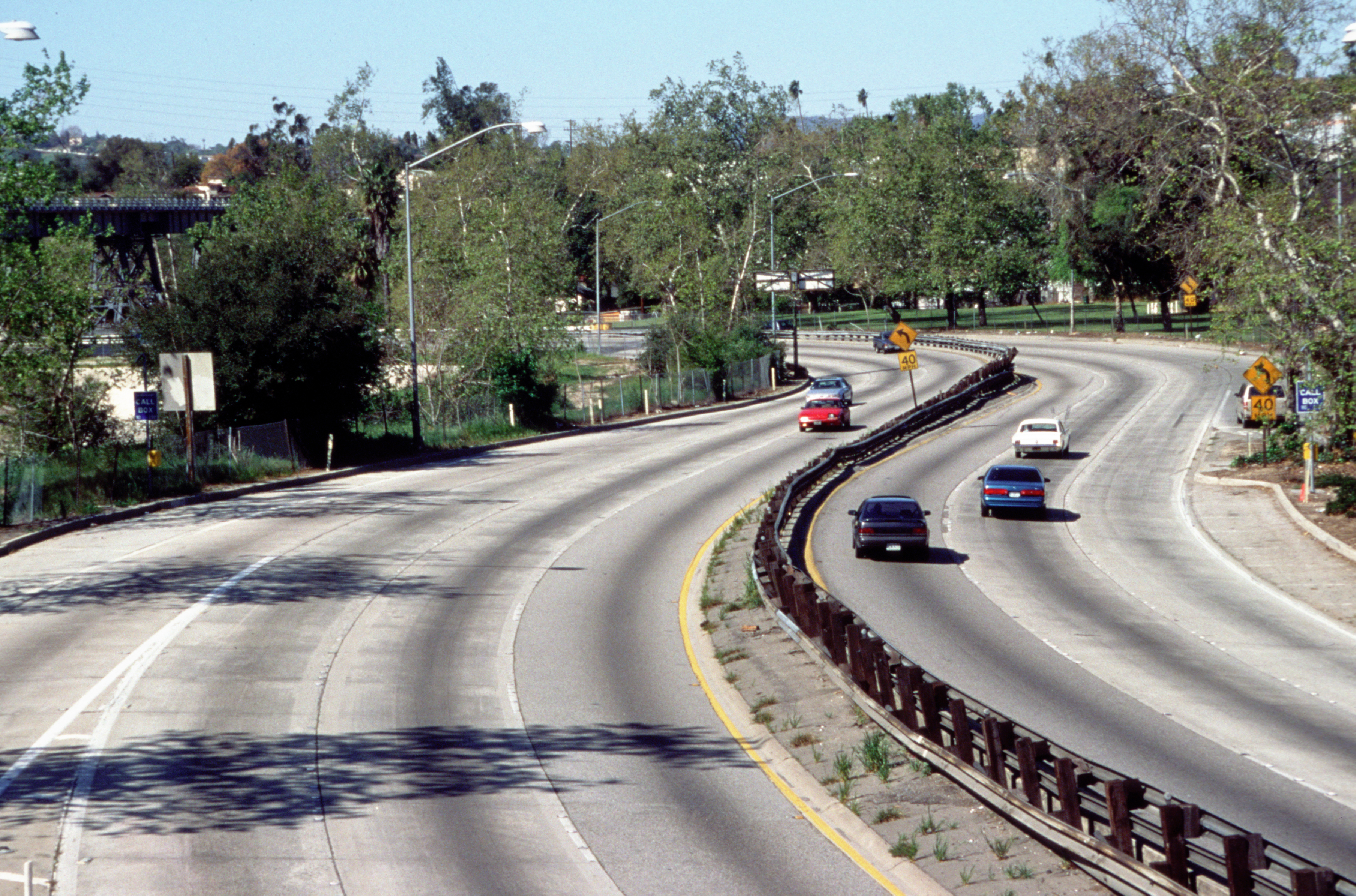
Arroyo Seco Parkway desde Marmion Way.

La Arroyo Seco Parkway o Autovía Pasadena o Pasadena Freeway es la primera autovía en el estado estadounidense de California, en conectar Los Ángeles con Pasadena a lo largo de Arroyo Seco. Es conocida por no sólo ser la primera, y abierta en los años 1940, si no en representar la transición antigua entre las primeras calzadas y modernas autovías. Una vez que fue construida a los estándares modernos, it empezó a ser conocida como una carretera angosta, peligrosa y desactualizada. En una extensión de 1953 conectó el extremo sur con la Four Level Interchange en el centro de Los Ángeles y otra conexión con el resto del sistema de autovías.